# Sự tôn thờ

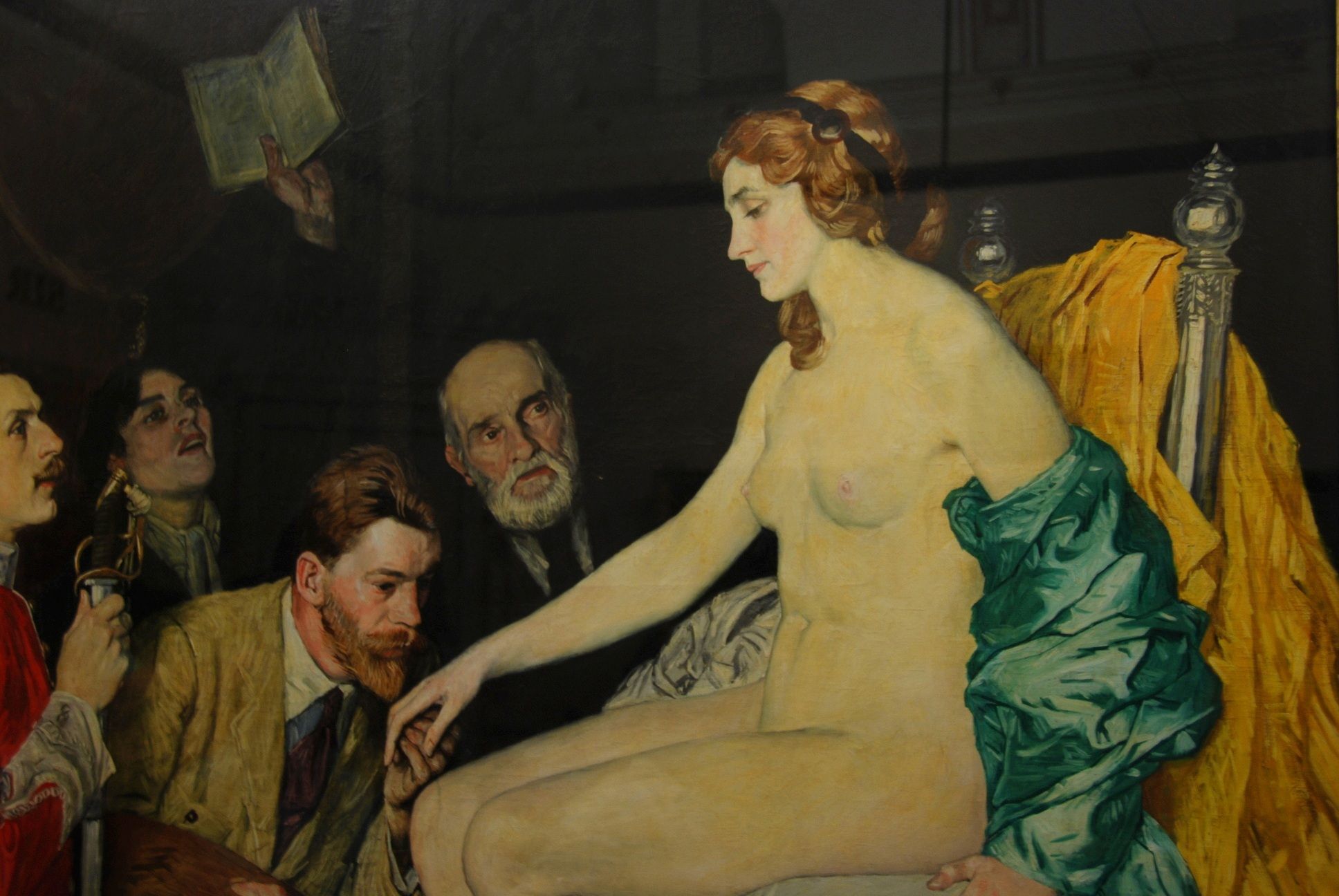
Adoration, 1913, bởi William Strang

Sự tôn thờ là sự kính trọng, sùng kính hoặc tình yêu mạnh mẽ đối với một người, địa điểm hoặc vật thể cụ thể. Thuật ngữ này có nguồn gốc từ "adōrātiō" trong tiếng Latinh, có nghĩa là "tôn vinh" hoặc "thờ phượng" một người hoặc một vật cụ thể.